# Повний тиск
Повний тиск або цілковитий тиск -
1. Тиск, який являє собою суму парціальних тисків компонентів газового середовища. 
2. Тиск, що являє собою суму динамічного та статичного тиску.